# Coppa delle Coppe 1990-1991
La Coppa delle Coppe 1990-1991 è stata la 31ª edizione della competizione calcistica europea Coppa delle Coppe UEFA. Venne vinta dal Manchester United nella finale disputata contro il Barcellona. Fu il primo successo internazionale per i club inglesi dopo la fine della squalifica di 5 anni inflitta dall'UEFA a causa della strage dell'Heysel.

## Date
| Fase                        | Turno             | Sorteggio                                          | Andata                                             | Ritorno                                            |
| --------------------------- | ----------------- | -------------------------------------------------- | -------------------------------------------------- | -------------------------------------------------- |
| Fase a eliminazione diretta | Turno preliminare | 11 luglio 1990 (Ginevra)                           | 19 agosto 1990                                     | 4 settembre 1990                                   |
| Fase a eliminazione diretta | Primo turno       | 11 luglio 1990 (Ginevra)                           | 18-19 settembre 1990                               | 3 ottobre 1990                                     |
| Fase a eliminazione diretta | Ottavi di finale  | 5 ottobre 1990 (Zurigo)                            | 23-24 ottobre 1990                                 | 7 novembre 1990                                    |
| Fase a eliminazione diretta | Quarti di finale  | 18 dicembre 1990 (Zurigo)                          | 6 marzo 1991                                       | 19-20 marzo 1991                                   |
| Fase a eliminazione diretta | Semifinali        | 22 marzo 1991 (Ginevra)                            | 10 aprile 1991                                     | 24 aprile 1991                                     |
| Finale                      | Finale            | 15 maggio 1991 allo Stadio Feijenoord di Rotterdam | 15 maggio 1991 allo Stadio Feijenoord di Rotterdam | 15 maggio 1991 allo Stadio Feijenoord di Rotterdam |

## Ranking e sorteggio
Il sorteggio del primo turno si tiene giovedì 11 luglio.
Rispetto al passato, viene introdotto un criterio di designazione di teste di serie utilizzato per i primi due turni.
Tutte le squadre ricevono un coefficente punti determinato in questo modo: numero di punti ottenuti (con bonus per chi arriva ai quarti, semifinali e finale) diviso il numero delle partite giocate.
L'Hajduk Spalato, finalista della coppa di Yugoslavia e ammesso a partecipare perché la Stella Rossa partecipa alla Coppa dei Campioni, viene squalificata.
Le squadre partecipanti sono 33, rendendo necessario un turno preliminare sorteggiando due tra le squadre con il peggior indice.  
|    | Ranking squadre                      | Punti |
| -- | ------------------------------------ | ----- |
| 1  | Sampdoria                            | 1,636 |
| 2  | Juventus                             | 1,617 |
| 3  | Dinamo Kiev                          | 1,560 |
| 4  | Steaua Bucureşti, Wrexham            | 1,500 |
| 6  | Barcellona                           | 1,421 |
| 7  | RFC Liegi                            | 1,277 |
| 8  | Aberdeen                             | 1,250 |
| 9  | PSV                                  | 1,240 |
| 10 | Neuchâtel Xamax                      | 1,200 |
| 11 | Dukla Praga                          | 1,125 |
| 12 | Austria Vienna                       | 1,111 |
| 13 | Djurgården, Olympiacos, Pécsi Munkás | 1,000 |
| 16 | Legia Varsavia                       | 0,928 |
| 17 | Lyngby                               | 0,833 |
| 18 | Flamurtari                           | 0,666 |
| 19 | Glentoran                            | 0,600 |
| 20 | Viking                               | 0,500 |
| 21 | Fram, Sliema Wanderers               | 0,333 |
| 23 | undici squadre a pari merito         | 0,000 |

## Turno preliminare
| Squadra 1      | Totale | Squadra 2   | Andata | Ritorno |
| -------------- | ------ | ----------- | ------ | ------- |
| Bray Wanderers | 1 - 3  | Trabzonspor | 1 - 1  | 0 - 2   |

## Sedicesimi di finale
| Squadra 1          | Totale | Squadra 2        | Andata | Ritorno         |
| ------------------ | ------ | ---------------- | ------ | --------------- |
| Nea Salamis FC     | 0 - 5  | Aberdeen         | 0 - 2  | 0 - 3           |
| Legia Varsavia     | 6 - 0  | Swift Hesperange | 3 - 0  | 3 - 0           |
| Olympiacos         | 5 - 1  | Flamurtari       | 3 - 1  | 2 - 0           |
| Kaiserslautern     | 1 - 2  | Sampdoria        | 1 - 0  | 0 - 2           |
| Manchester United  | 3 - 0  | Pécsi Munkás     | 2 - 0  | 1 - 0           |
| Wrexham            | 1 - 0  | Lyngby           | 0 - 0  | 1 - 0           |
| Montpellier        | 1 - 0  | PSV              | 1 - 0  | 0 - 0           |
| Glentoran          | 1 - 6  | Steaua Bucureşti | 1 - 1  | 0 - 5           |
| KuPS               | 2 - 6  | Dinamo Kiev      | 2 - 2  | 0 - 4           |
| Sliema Wanderers   | 1 - 4  | Dukla Praga      | 1 - 2  | 0 - 2           |
| Fram               | 4 - 1  | Djurgården       | 3 - 0  | 1 - 1           |
| Trabzonspor        | 3 - 7  | Barcellona       | 1 - 0  | 2 - 7           |
| Viking             | 0 - 5  | RFC Liegi        | 0 - 2  | 0 - 3           |
| Estrela da Amadora | 2 - 2  | Neuchâtel Xamax  | 1 - 1  | 1 - 1 (4-3 dcr) |
| PSV Schwerin       | 0 - 2  | Austria Vienna   | 0 - 2  | 0 - 0           |
| Sliven             | 1 - 8  | Juventus         | 0 - 2  | 1 - 6           |

## Ottavi di finale
| Squadra 1         | Totale | Squadra 2          | Andata | Ritorno |
| ----------------- | ------ | ------------------ | ------ | ------- |
| Aberdeen          | 0 - 1  | Legia Varsavia     | 0 - 0  | 0 - 1   |
| Olympiacos        | 1 - 4  | Sampdoria          | 0 - 1  | 1 - 3   |
| Manchester United | 5 - 0  | Wrexham            | 3 - 0  | 2 - 0   |
| Montpellier       | 8 - 0  | Steaua Bucurest    | 5 - 0  | 3 - 0   |
| Dinamo Kiev       | 3 - 2  | Dukla Praga        | 1 - 0  | 2 - 2   |
| Fram              | 1 - 5  | Barcellona         | 1 - 2  | 0 - 3   |
| RFC Liegi         | 2 - 1  | Estrela da Amadora | 2 - 0  | 0 - 1   |
| Austria Vienna    | 0 - 8  | Juventus           | 0 - 4  | 0 - 4   |

## Quarti di finale
| Squadra 1         | Totale | Squadra 2   | Andata | Ritorno |
| ----------------- | ------ | ----------- | ------ | ------- |
| Legia Varsavia    | 3 - 2  | Sampdoria   | 1 - 0  | 2 - 2   |
| Manchester United | 3 - 1  | Montpellier | 1 - 1  | 2 - 0   |
| Dinamo Kiev       | 3 - 4  | Barcellona  | 2 - 3  | 1 - 1   |
| RFC Liegi         | 1 - 6  | Juventus    | 1 - 3  | 0 - 3   |

## Semifinali
| Squadra 1      | Totale | Squadra 2         | Andata | Ritorno |
| -------------- | ------ | ----------------- | ------ | ------- |
| Legia Varsavia | 2 - 4  | Manchester United | 1 - 3  | 1 - 1   |
| Barcellona     | 3 - 2  | Juventus          | 3 - 1  | 0 - 1   |

## Finale
| Arbitro: | Bo Karlsson |

|                 |           |            |
| Hughes 67’, 74’ | Marcatori | Koeman 79’ |

| Manchester United | Barcellona |

| Manchester Utd |    |                   |     |
|                |    |                   |     |
| POR            | 1  | Les Sealey        |     |
| DIF            | 2  | Denis Irwin       |     |
| DIF            | 3  | Clayton Blackmore |     |
| DIF            | 4  | Steve Bruce       |     |
| CEN            | 5  | Mike Phelan       |     |
| DIF            | 6  | Gary Pallister    |     |
| CEN            | 7  | Bryan Robson (C)  | 78’ |
| CEN            | 8  | Paul Ince         |     |
| ATT            | 9  | Brian McClair     |     |
| ATT            | 10 | Mark Hughes       |     |
| CEN            | 11 | Lee Sharpe        |     |
| Allenatore:    |    |                   |     |
| Alex Ferguson  |    |                   |     |

| Barcellona    |    |                         |     |      |
|               |    |                         |     |      |
| POR           | 1  | Carles Busquets         |     |      |
| DIF           | 2  | Fernando Muñoz          | 84’ |      |
| DIF           | 3  | José Ramón Alexanko (C) |     | 72'’ |
| CEN           | 4  | Ronald Koeman           |     |      |
| DIF           | 5  | Albert Ferrer           |     |      |
| CEN           | 6  | José Mari Bakero        |     | 76’  |
| CEN           | 7  | Jon Andoni Goikoetxea   |     |      |
| CEN           | 8  | Eusebio Sacristán       |     |      |
| ATT           | 9  | Julio Salinas           |     |      |
| ATT           | 10 | Michael Laudrup         |     |      |
| CEN           | 11 | Txiki Begiristain       |     |      |
| Sostituzioni: |    |                         |     |      |
| ATT           | 16 | Antonio Pinilla         |     | 72’  |
| Allenatore:   |    |                         |     |      |
| Johan Cruyff  |    |                         |     |      |

## Classifica marcatori
| Gol |  |  | Giocatore           | Squadra        |
| --- |  |  | ------------------- | -------------- |
| 9   |  |  | Roberto Baggio      | Juventus       |
| 6   |  |  | Hristo Stoichkov    | Barcellona     |
| 5   |  |  | Sergej Juran        | Dinamo Kiev    |
| 4   |  |  | Pierluigi Casiraghi | Juventus       |
|     |  |  | Ronald Koeman       | Barcellona     |
|     |  |  | Danny Boffin        | RFC Liegi      |
|     |  |  | Steve Bruce         | Manchester Utd |
|     |  |  | Brian McClair       | Manchester Utd |

N.B.
La classifica non tiene conto delle reti segnate nel turno preliminare.